# Mount Darwin (Tasmanien)

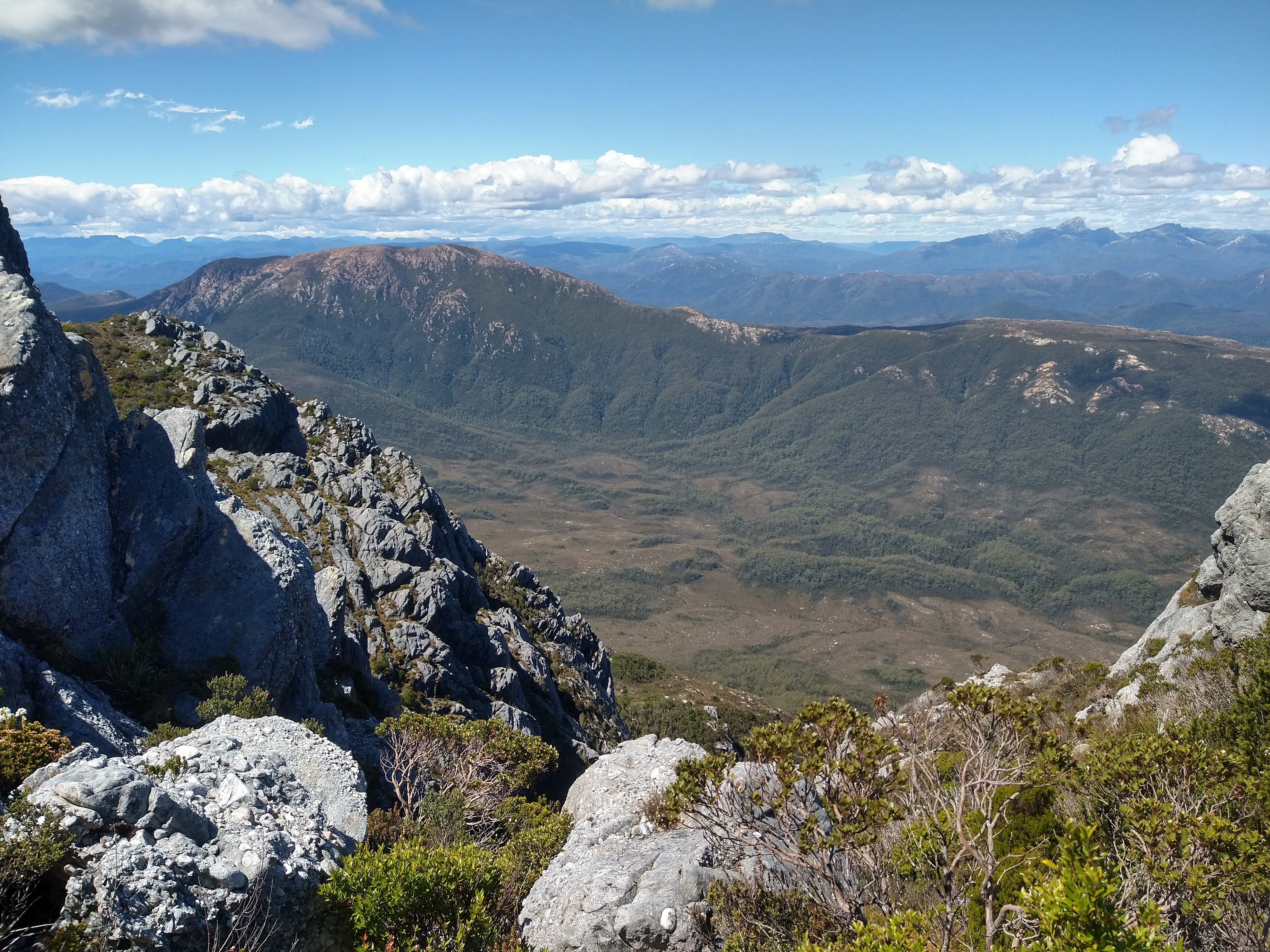
Mount Darwin (rechts) und Mount Jukes (links) gesehen vom Mount Sorell, West-Tasmanien

Der Mount Darwin ist ein 1031 Meter hoher Berg im Westen des australischen Bundesstaates Tasmanien. Er liegt am Südende der West Coast Range und wurde nach Charles Darwin benannt.

## Lage
An der Ostflanke des Berges liegt die Geisterstadt Darwin. An seinen Nordhängen entspringt der Andrew River Nördlich des Mount Darwin befindet sich der Mount Jukes, während der Mount Sorell sich im Westen anschließt.

## Bergbau
Am Mount Darwin finden sich schon längst aufgelassene kurze Stollen und flache Senken, in denen früher nach Gold geschürft wurde. Sie gehören zum Jukes-Darwin Field.

## Zugang
Der Berg besitzt ein Plateau und alte Minenwege, die zu einigen der älteren Schürfstellen führen.
In den 1970er-Jahren konnte man mit allradgetriebenen Fahrzeugen bis zum Gipfel des Mount Darwin fahren. Die Wege führen auch hinüber ins Tal des Clark River, das zwischen dem Mount Darwin und dem Mount Sorell liegt. Und einige Wege wurden auch auf der Hügelkette zur Südflanke des Mount Jukes angelegt.